# آخیی وانوالخم
آخیی وانوالخم  (به انگلیسی: Aagje Vanwalleghem) ژیمناست زادهٔ ۲۴ اکتبر ۱۹۸۷ میلادی اهل کشور بلژیک است.